# ویز (نرم‌افزار)
ویز (به انگلیسی: Waze) یک نرم‌افزار بر پایه سامانه موقعیت‌یاب جهانی است که از سامانه ناوبری گام‌به‌گام بهره می‌برد.  این رهیاب به گونه‌ای کار می‌کند که بتواند بهترین راه از ابتدا تا نقطه پایان را بیابد و با دور زدن ترافیک زمان سفر را کاهش دهد و به لطف ویژگی فرستادن گزارش، کاربران از رخدادهای پیش رو آگاه شوند.
این نرم‌افزار به‌دست شرکت استارت‌آپ اسراییلی به نام ویز پدید آمد و گوگل در ۱۱ ژوئن ۲۰۱۳، ویز را با هزینه ۱٫۰۳ میلیارد دلار آمریکا خریداری کرد. برپایه این قرارداد، هریک از ۱۰۰ کارمند ویز، مبلغ ۱٫۲ میلیون دلار به‌دست آوردند. این بزرگ‌ترین پرداخت به کارمندان یک شرکت فناوری اسراییلی در تاریخ است.

## بررسی اجمالی
ویز اطلاعات نقشه، وضعیت ترافیک، وزمان سفر  را از کاربران دریافت می‌کند و به سرورهای ویز می‌فرستد. کاربران ویز یا «ویزرها» (به انگلیسی: Wazers) می‌توانند هرچیز مهمی مانند تصادف‌ها، ترافیک سنگین و شرایط آب‌وهوایی بد و حتی سرعت‌گیرهای خطرناک را به راننده‌های دیگر گزارش دهند و از تارنمای ویرایشگر نقشه خیابان‌ها و نامشان را به‌روز کنند، یا مکان تازه‌ای مانند کسب‌وکار یا جاهای گردشگری و... را به رایگان به نقشه بیافزایند. اینگونه ویز می‌تواند برپایه این داده‌ها بهترین راه را برگزیند و به کاربر پیشنهاد دهد. ویز همچنین می‌تواند جایگاه‌های سوخت و دیگر مکان‌های دلخواه کاربر که سر راهش هستند را نشان دهد.
ویز در سراسر جهان کار می‌کند و کاربران می‌توانند با همکاری یکدیگر گروهی بومی بسازند و نقشه‌های آن را به‌روز نگه دارند تا بهترین تجربه کاربری را با این برنامه داشته باشند.
ویز از زبان و راهنمای گویای پارسی هم پشتیبانی می‌کند. هم‌چنین هر کاربر می‌تواند با ضبط صدای خود، راهنمای گویای شخصی‌سازی شده‌اش را بسازند و هنگام رانندگی بشنوند یا آن را با دیگران هم‌رسانی کند.

## تعامل با دولت‌ها
ویز با اختراع برنامه شهروندان متصل (CCP)، یک برنامه به اشتراک گذاری داده رایگان که توسط بیش از ۲۰۰ دولت، ادارات حمل و نقل و شهرداری‌ها برای تجزیه و تحلیل ترافیک، برنامه‌ریزی جاده‌ها و اعزام نیروی کار اضطراری مورد استفاده قرار گرفته‌است، آغاز کرده‌است.
در سال ۲۰۱۴، ریودوژانیرو شروع به جمع‌آوری داده‌ها برای سیستم مدیریت ترافیک خود کرد. ریو اطلاعات زمان واقعی را از رانندگان استفاده می‌کند که از برنامه ناوبری Waze و عابرین پیاده استفاده می‌کنند که از Moovit برنامه حمل و نقل عمومی استفاده می‌کنند. ریو همچنین با صاحبان برنامه دوچرخه سواری Strava صحبت کرد تا حرکات دوچرخه سواران را کنترل کند. مشخص شد که اگر چه در ابتدا داده‌هایی که برنامه‌ها به اشتراک گذاشته بودند ناشناس بود، مشخص شد که شناسایی دقیق تر ممکن بود، اگر مردم از طریق گوشی‌های هوشمند خود نظارت داشتند و مزایای آن را می‌دیدند.

## انتقاد
نگرانی‌ها ابراز شده‌است که برنامه‌های موجود بر روی گوشی‌های هوشمند می‌توانند برای کنترل حرکات توسط افراد قابل شناسایی مورد استفاده قرار گیرند.
بعضی از طرفداران ایمنی جاده، نگرانی نسبت به چشم‌انداز بیشتر رانندگان با استفاده از ویز ابراز نگرانی کرده‌اند که گفته می‌شود توانایی آن‌ها را با تکان دادن آیکون‌ها و اعلان‌ها منحرف کرده و آن‌ها را در معرض خطر بیشتری قرار می‌دهد.
در دسامبر ۲۰۱۴، در نامه‌ای که به گوگل ارسال شد، فرمانده پلیس لس آنجلس، در خصوص ویژگی پلیس یاب شکایت کرد و ادعا می‌کند که «می‌تواند توسط کسانی که با هدف جنایتکارانه در معرض خطر افسران پلیس و جامعه هستند» مورد سوء استفاده قرار گیرد. گفته شد اسماعیل برینسلی، که در آن ماه دو نفر از افسران پلیس نیویورک را کشت و به قتل رساند، از برنامه ویز قبل از قتل استفاده کرده بود و یک عکس از ساعت‌ها قبل از تیراندازی از نرم‌افزار در حساب کاربری خود داشت. کاربران می‌توانند حضور یک افسر را با یک آیکون کوچک نشان دهند و نشان دهند که افسران قابل مشاهده یا پنهان هستند. LAPD، در میان آژانس‌های پلیس دیگر، به گوگل برای غیرفعال کردن ویژگی در برنامه فشار آورد. گوگل می‌گوید که دانستن موقعیت یک افسر ترویج رانندگی امن تر است.

## تاریخچه
- در سال ۲۰۰۶ "FreeMap Israel" پروژه‌ای بود که توسط Ehud Shabtai به عنوان یک پروژه اجتماعی تأسیس شد و هدف آن ایجاد جمعیت با کمک کاربران جامعه، یک پایگاه داده دیجیتال رایگان از نقشه اسرائیل در زبان عبری بود و برای اطمینان محتوای رایگان آن، به روز رسانی و توزیع است. در سال ۲۰۰۸، Shabtai شرکت ویز را به منظور تجاری سازی این پروژه تشکیل داد. نام شرکت در سال ۲۰۰۹ به ویز Mobile Ltd تغییر یافت.
- در دسامبر ۲۰۱۱ ویز ۸۰ نفر را شامل می‌شد که از ۷۰ نفر در رعانانا، اسرائیل و ۱۰ نفر در پالو آلتو، کالیفرنیا، کار می‌کردند.
- در سال ۲۰۱۰، این شرکت ۲۵ میلیون دلار در دور دوم بودجه تأمین کرد.
- در سال ۲۰۱۱، شرکتی که قصد تبلیغ درآمد از طریق تبلیغات مبتنی بر مکان و گسترش آن به آسیا را داشت، ۳۰ میلیون دلار اضافی در تأمین مالی تأمین کرد.
- در سال ۲۰۱۱ این برنامه به روز شده بود تا نقاط مورد علاقه خود را در زمان واقعی به نمایش درمی‌آورد، از جمله رویدادهای محلی مانند نمایشگاه‌های خیابانی و اعتراض.
- در ژانویه سال ۲۰۱۲، این برنامه ۱۲ میلیون بار در سراسر جهان دانلود شده‌است. در ژوئیه ۲۰۱۲ ویز اعلام کرد که به ۲۰ میلیون کاربر دسترسی داشته‌است، نیمی از آن‌ها در شش ماه گذشته‌استخدام شده‌اند. به گفته یاهو از ژوئن ۲۰۱۳ حدود ۵۰ میلیون کاربر ویز وجود داشتند.
- در ماه ژوئن ۲۰۱۲، ویز به روز رسانی ارائه کرد تا قیمت‌های سوخت واقعی را فراهم کند. همان‌طور که با تمام به روز رسانی در زمان واقعی، قیمت‌ها توسط کاربران ارائه می‌شود؛ با این حال این ویژگی در همه کشورها موجود نیست.
- از ماه نوامبر سال ۲۰۱۲، در کسب درآمد از برنامه خود، ویز ارائه دهندگان فروش و تبلیغ کنندگان را به یک رابط وب برای تبلیغ بر اساس مکان، که در آن یک آیکون کوچک ظاهر می‌شود زمانی که یک تلفن در یک مکان خاص است، باعث کاربر را به مشارکت این همچنین به ایستگاه‌های خبری تلویزیون ارائه می‌دهد یک رابط وب برای پخش گزارش‌های ترافیکی در حال حاضر و هشدار به‌طور مستقیم از برنامه ویز؛ این سرویس توسط ایستگاه‌های خبری ۲۵ ایستگاه تلویزیونی ایالات متحده تا ماه ژوئن ۲۰۱۳ مورد استفاده قرار گرفت. همچنین از سال ۲۰۱۳ میلادی، و همچنین در نیویورک و نیوجرسی از سال ۲۰۱۲ در ریودوژانیرو در مرکز عملیات ریو (مرکز عملیات ریو) استفاده شده‌است.
- در ماه ژوئن ۲۰۱۳، ویز یک طرح محلی سازی را معرفی کرد که امکان بسته شدن جاده‌های آینده و به روز رسانی ترافیک در زمان واقعی را در حوادث مهم در یک کشور مشخص، به عنوان مثال Tour de France، را معرفی می‌کند.
- در مارس ۲۰۱۷، اسپاتیفای (Spotify) اعلام کرد که مشارکت خود را با ویز برای ارائه یک تجربه یکپارچه که کاربران ویز می‌تواند به‌طور مستقیم از برنامه ویز موسیقی اسپاتیفای را پخش کند و دستورهای ویز را در برنامه اسپاتیفای در پلت فرم اندروید دریافت کند. شش ماه بعد، این ویژگی در پلتفرم iOS در دسترس قرار گرفت.

## خریداری توسط گوگل
با توجه به شایعات، فیس بوک و سایر شرکت‌ها علاقه‌مند به خرید ویز بودند، اما توافق نکردند. در ماه ژوئن ۲۰۱۳ اعلام شد گوگل، ویز را ۱٫۳ میلیارد دلار خرید و اطلاعات اجتماعی را به کسب و کار نقشه‌برداری آن اضافه کرد. بعداً معلوم شد که قیمت واقعی ۹۶۶ میلیون دلار بود. به عنوان بخشی از این معامله، هر ۱۰۰ نفر از کارکنان ویز به‌طور متوسط حدود ۱٫۲ میلیون دلار دریافت کردند که بزرگترین درآمد کارکنان تاریخ تکنولوژی پیشرفته اسرائیل است.
در ماه ژوئن ۲۰۱۳، کمیسیون تجارت فدرال ایالات متحده به بررسی اینکه آیا خرید گوگل از ویز ممکن است نقض قانون رقابت باشد پرداخت. ویز یکی از رقبای بسیار کمی در بخش نقشه‌برداری تلفن همراه به گوگل مپس خود گوگل بود. اداره تجارت عادلانه انگلیس و سازمان ضد تروریستی اسرائیل همچنین آن را مورد بررسی قرار دادند و اجازه خرید را گرفتند.
پس از خریداری ویز، گوگل با ارائه کمیسیون اوراق بهادار اوراق بهادار (SEC) یک "10-Q" را ارائه داد که نشان می‌دهد که این شرکت در نیمه اول سال ۲۰۱۳ مبلغ ۱٫۳ میلیارد دلار برای خریدها صرف کرده‌است، اما خرید ویز به گوگل ۹۶۶ میلیون دلار پرداخته‌است. به جای مبلغ ۱٬۱ میلیارد دلار که در ابتدا در منابع رسانه‌ای ارائه شده‌است.

## جمع‌آوری اطلاعات
یکی از جنبه‌های منحصر به فرد ویز این است که توانایی هدایت کاربران بر اساس اطلاعات کلاسیک را فراهم می‌کند. کاربران ویز قادر به گزارش بسیاری از حوادث مربوط به ترافیک از حوادث به تله‌های پلیس. این داده‌ها توسط ویز برای کمک به دیگر کاربران یا با هشدار دادن به آن‌ها از شرایط پیش رو یا حتی تغییر مجدد کاربر برای جلوگیری از منطقه به‌طور کامل استفاده می‌شود. علاوه بر ورودی کاربر، ویز همچنین به اطلاعاتی از سازمان‌های دولتی برای رویدادهای ترافیکی مانند ساخت جاده‌ها متکی است. ایده پشت این است، بیشتر افرادی که اطلاعات را ارائه می‌دهند دقیق تر می‌شوند.
ویز علاوه بر استفاده از اطلاعات ذخیره شده برای هشدارهای ترافیکی، کاربران مجاز را نیز قادر می‌سازد داده‌های نقشه خود را از طریق ویرایشگر نقشه ویز تغییر دهد. ویراستاران نقشه مجاز به تغییر در نقشه بر اساس جایی که آن‌ها در زمان استفاده از ویز و همچنین رتبه خود را که بر اساس امتیازات دریافت شده‌است نقشه را تغییر دهند.

## ویز در ایران

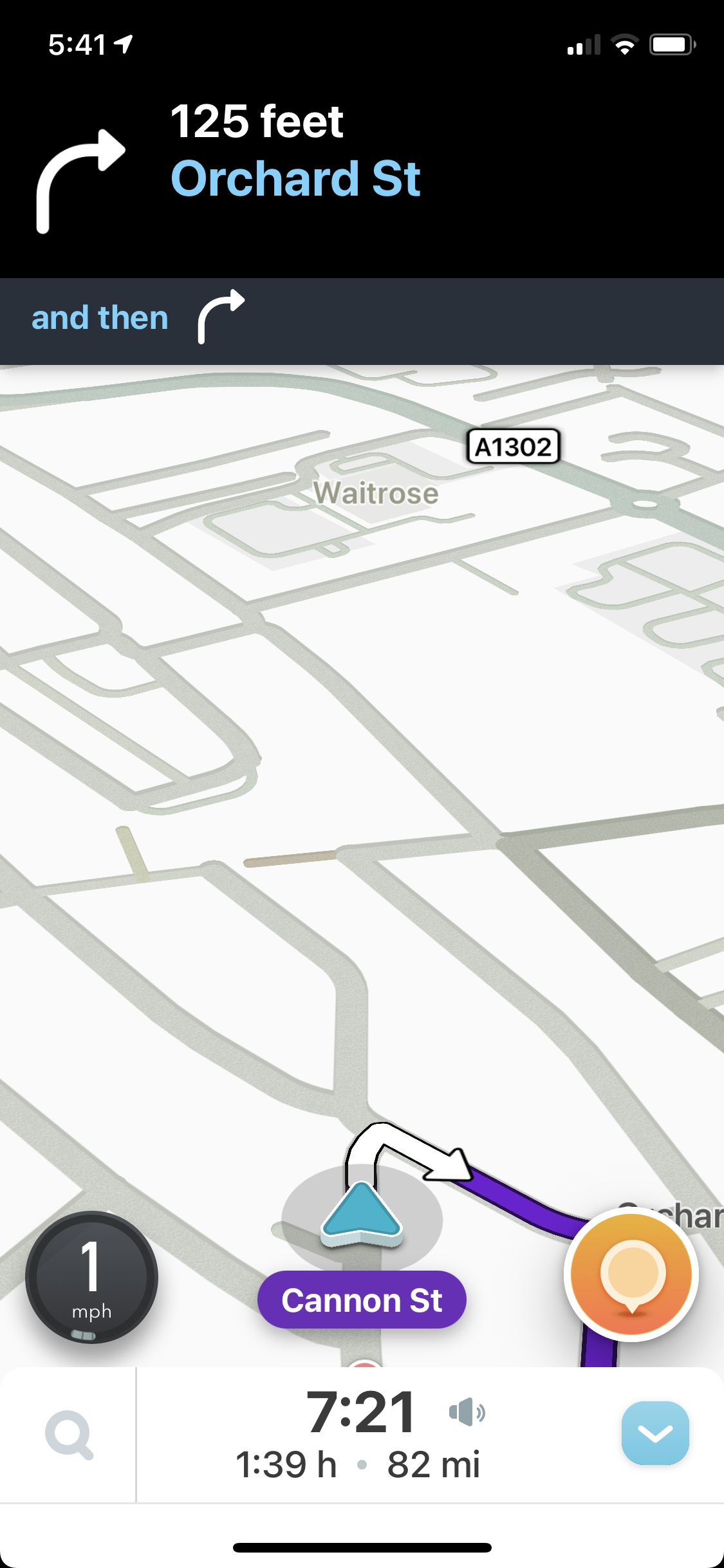
اپلیکیشن ویز در حال مسیریابی

معاون دادستان ایران در فضای مجازی، در اسفندماه ۱۳۹۵ از فیلتر شدن ویز خبر داد. در مهرماه ۱۳۹۶ این نرم‌افزار رفع فیلتر شد. تاکسی‌یاب‌های اینترنتی ایران در اطلاعیه‌ای از رانندگان خود خواستند که از ۳۰ آبان ماه ۱۳۹۶ از این اپلیکیشن مسیریاب استفاده نکنند. در سال ۱۴۰۰ ویز دسترسی کاربران ایرانی را مسدود نمود.

### فیلترشدن در ایران
مطابق دستور مقامات قضایی ایران، در تاریخ ۱۲ اسفند ماه سال ۱۳۹۵ اپلیکیشن مسیریابی ویز از روی کافه بازار برداشته شد. در پی حذف لینک دانلود این اپ از کافه بازار، دسترسی به آن روی بعضی ISPها هم با محدودیت‌هایی مواجه گردید. تأثیر فیلتر شدن ویز شاید بیش از همه برای مجموعه اسنپ و تپسی محسوس بود چراکه رانندگان این سرویس اینترنتی برای مسیریابی سفرهای خود از ویز استفاده می‌کردند.

### پس از فیلتر شدن
بر همین اساس اسنپ در تاریخ ۱۸ اسفندماه ۱۳۹۵ طی بیانیه ای، اعلام کرده که از مدتی پیش با اتکا به دانش بومی و نخبگان علمی و دانشگاهی، در حال آماده‌سازی یک نرم‌افزار کاملاً بومی و امن بدون هیچگونه خروج اطلاعات از کشور، برای استفاده در سرویس‌های ناوبری این شرکت است.
آنچه اسنپ تأکید بسیار زیادی روی آن دارد این است که نرم‌افزار یادشده دارای یک نقشه کاملاً بومی و سیستم ناوبری طبق استانداردهای جهانی است و تمامی سرورهای مربوط به این نرم‌افزار داخل دیتاسنترهای ایرانی قرار دارد که از بالاترین پروتکلهای امنیتی بهره می‌برند.
و حالا اسنپ همزمان با تولید و توسعه این نرم‌افزار نقشه و راهبری بومی، از تمامی شرکت‌ها و شخصیت‌های علاقه‌مند به همکاری در توسعه اپلیکیشن یاد شده دعوت کرده تا به این شرکت ملحق شوند.

### رفع فیلتر
از تاریخ ۷ مهرماه ۱۳۹۶ در حال حاضر با نصب اپلیکیشن‌های iOS و اندروید ویز می‌توانید بدون نیاز به ابزار تغییر دهنده آی پی آن را باز کرده و از خدماتش استفاده کنید. البته به نظر می‌رسد که این موضوع برای تمامی سرویس‌های ارائه دهنده اینترنت صادق نیست، و کاربران بعضی سرویس‌ها همچنان به ویز دسترسی ندارند.
وزیر ارتباطات در فروردین ۱۴۰۰ در مصاحبه با خبرگزاری ایرنا اظهار داشت که اپلیکیشن مسیریاب «ویز» فیلتر نشده و عدم دسترسی به آن به‌دلیل تحریم است. محمدجواد آذری‌جهرمی در یکی از اتاق‌های گفت وگوی فضای مجازی کلاب هاوس که درباره فعالیت مسیریاب‌های بومی تشکیل شده بود، درباره فیلتر شدن «ویز» (Waze) با هدف رشد مسیریاب‌های بومی گفت: این مسیریاب خارجی فیلتر نشده بلکه ایران را تحریم کرده است. تحریم نیز به این دلیل است که این اپلیکیشن دیتاهای خود را روی کلادهایی (Cloud فضای ابری) برده است که IP ‌های ایران را بسته‌اند.

### ممنوعیت استفاده برای تاکسی‌های اینترنتی
به دستور قضایی استفاده از اپلیکیشن مسیریاب ویز برای تاکسی‌های اینترنتی فعال در کشور از تاریخ ۳۰ آبان ماه ۱۳۹۶ ممنوع خواهد بود. در همین راستا تاکسی یاب‌های اینترنتی در اطلاعیه‌ای از رانندگان خود خواسته‌اند که از این پس از اپلیکیشن مسیریاب ویز استفاده نکنند.
در این اطلاعیه‌ها آمده که به دستور مقام قضایی، از تاریخ مشخص شده تمام اپلیکیشن‌های درخواست خودرو موظف به منع استفاده از مسیریاب ویز توسط کاربران خود هستند.
بر این اساس تاکسی یاب‌های اینترنتی از رانندگان خود خواسته‌اند که برای جلوگیری از غیرفعال شدن اپلیکیشن، درصورتی که ویز را روی موبایل خود دارند تا قبل از ۳۰ آبان ماه به حذف این مسیریاب اقدام کرده و در عوض از سایر مسیریاب‌های جایگزین و بومی استفاده نمایند.

### قطع سرویس به دلیل تحریم
محمدجواد آذری جهرمی در نوروز ۱۴۰۰ در یکی از اتاق‌های گفت‌وگوی فضای مجازی کلاب هاوس که درباره فعالیت مسیریاب‌های بومی تشکیل شده بود، درباره فیلتر شدن «ویز» (Waze) برای رشد مسیریاب‌های بومی گفت: این مسیریاب خارجی فیلتر نشده بلکه ایران را تحریم کرده است. تحریم نیز به این دلیل است که این اپلیکیشن دیتاهای خود را روی کلادهایی 
برده است که IPهای ایران (آدرس اینترنت) را بسته‌اند.
به گزارش ایرنا، وزیر ارتباطات افزود: دو مسیریاب بومی "نشان" و "بلد" در یک فضای واقعا رقابتی رشد کردند نه بر اساس فیلترینگ یک اپلیکیشن خارجی.
آذری جهرمی با تاکید بر این که عمده از دسترس خارج شدن "ویز" موضوع بستن IPهای ایران است، گفت: البته معنای حرف من این نیست که سیاست‌های فیلترینگ در کشور حساب و کتابی دارد، بلکه موضوع "ویز" فیلتر نیست. موضوع بعدی این است که برخی مسئولان اذعان می‌کنند که مسیریاب‌ها می‌توانند نقاط ترافیکی را به سمت‌های خاص سوق دهند و ایجاد ترافیک کنند یا جایی را در مناطق شهری به نوعی با سرریز کردن ترافیک‌ها مختل کنند، صاحبان مسیریاب‌ و نقشه‌های بومی باید درباره این مسئله صحبت و آن را شفاف کنند.

### جایگزینی در ایران
پس از فیلتر ویز و قانون منع استفاده از آن، بعضی از رانندگان از موقعیت‌یاب‌های داخلی نشان و بلد استفاده می‌کنند. با این‌حال بسیاری از رانندگان نیز کماکان با استفاده از فیلترشکن از مسیریاب ویز استفاده می‌کنند. ضمنا از اواخر سال ۱۳۹۹ گوگل مپس نیز سرویس مسیریابی خود را برای ایران فعال کرده است.